# NGC 3090
NGC 3090 је елиптична галаксија у сазвежђу Секстант која се налази на NGC листи објеката дубоког неба.
Деклинација објекта је - 2° 58' 7" а ректасцензија 10h 0m 30,2s. Привидна величина (магнитуда) објекта NGC 3090 износи 12,6 а фотографска магнитуда 13,6. Налази се на удаљености од 84,067 милиона парсека од Сунца. NGC 3090 је још познат и под ознакама MCG 0-26-5, CGCG 8-16, IRAS 09579-0243, PGC 28945.